# William Russell Smijth-Windham
William Russell Smijth-Windham, britanski general, * 1907, † 1994.